# Skala Rossa
Skala Rossa – skala stosowana do oceny niewydolności krążenia u małych dzieci:
|                                | 0 pkt      | 1 pkt         | 2 pkt |
| ------------------------------ | ---------- | ------------- | ----- |
| Karmienie                      |            |               |       |
| Jednorazowo spożyta ilość (ml) | > 100      | 70–100        | < 70  |
| Czas trwania karmienia (min)   | < 40       | > 40          |       |
| Oddechy                        |            |               |       |
| Częstotliwość (/min)           | <50        | 50–60         | >60   |
| Tor oddychania                 | Prawidłowy | Nieprawidłowy |       |
| Rytm serca                     |            |               |       |
| Częstotliwość (/min)           | < 160      | 160–170       | > 170 |
| III ton                        | Brak       | Obecny        |       |
| Powiększenie wątroby (cm)      | < 2        | 2-3           | >3    |
| Perfuzja obwodowa              | Prawidłowa | Nieprawidłowa |       |

Interpretacja:
- 0–2 pkt – bez niewydolności serca
- 3–6 pkt – początkowe objawy niewydolności serca
- 7–9 pkt – miernie nasilona niewydolność serca
- 10–12 – ciężka niewydolność serca